# Ricky (Ricky Nelson)
| Recensione                        | Giudizio |
| --------------------------------- | -------- |
| AllMusic                          | [ 1 ]    |
| The New Rolling Stone Album Guide | [ 2 ]    |

Ricky è il primo album discografico del cantante statunitense Ricky Nelson, pubblicato dall'etichetta discografica Imperial Records nel novembre del 1957.
L'album raggiunse la vetta della classifica The Billboard 200 nel 1958, i singoli Be-Bop Baby (terza posizione in The Billboard Hot 100 e quinta nella classifica di Rhythm and Blues riservata ai singoli) e Have I Told You Lately That I Love You? (ventinovesima posizione nella classifica The Billboard Hot 100).

## Tracce
Lato A
1. Honeycomb – 2:53 (Bob Merrill) – Registrato il 24 settembre 1957 al Master Recorders di Hollywood, California
2. Boppin' the Blues – 1:55 (Carl Perkins, Howard Griffin) – Registrato il 24 settembre 1957 al Master Recorders di Hollywood, California
3. Be-Bop Baby – 2:00 (Pearl Lendhurst) – Registrato il 16 agosto 1957 al Master Recorders di Hollywood, California
4. Have I Told You Lately That I Love You? – 1:56 (Scott Wiseman) – Registrato il 16 agosto 1957 al Master Recorders di Hollywood, California
5. Teenage Doll – 1:38 (George Lendhurst) – Registrato il 3 ottobre 1957 al Master Recorders di Hollywood, California
6. If You Can't Rock Me – 1:55 (Willie Jacobs) – Registrato il 3 ottobre 1957 al Master Recorders di Hollywood, California

Lato B
1. Whole Lotta Shakin' Goin' On – 2:40 (Dave Williams, Sunny David) – Registrato il 1º ottobre 1957 al Master Recorders di Hollywood, California
2. Baby I'm Sorry – 2:15 (Kenneth Scott) – Registrato il 24 settembre 1957 al Master Recorders di Hollywood, California
3. Am I Blue? – 1:40 (Grant Clarke, Harry Akst) – Registrato il 1º ottobre 1957 al Master Recorders di Hollywood, California
4. I'm Confessin' – 2:14 (Al Neiburg, Doc Dougherty, Ellis Reynolds) – Registrato il 1º ottobre 1957 al Master Recorders di Hollywood, California
5. Your True Love – 1:56 (Carl Perkins) – Registrato il 24 settembre 1957 al Master Recorders di Hollywood, California
6. True Love – 1:40 (Cole Porter) – Registrato il 1º ottobre 1957 al Master Recorders di Hollywood, California

## Musicisti
Honeycomb / Boppin' the Blues / Baby I'm Sorry / Your True Love
- Ricky Nelson - voce
- Howard Roberts - chitarra
- Joe Maphis - chitarra
- Roger Renner - pianoforte
- George DeNaut - contrabbasso
- Earl Palmer - batteria
- The Jordanaires (gruppo vocale) - accompagnamento vocale, cori
- Buzz Adlam - arrangiamenti
- Jimmie Haskell e Ozzie Nelson - produttori

Be-Bop Baby / Have I Told You Lately That I Love You
- Ricky Nelson - voce
- Howard Roberts - chitarra
- Bob Bain - chitarra
- Roger Renner - pianoforte
- Ray Siegel - contrabbasso
- Earl Palmer - batteria
- Jimmie Haskell e Ozzie Nelson - produttori

Teenage Doll / If You Can't Rock Me
- Ricky Nelson - voce
- Howard Roberts - chitarra
- Joe Maphis - chitarra
- Roger Renner - pianoforte
- George DeNaut - contrabbasso
- Earl Palmer - batteria

Whole Lotta Shakin' Goin' On / Am I Blue / I'm Confessin' / True Love
- Ricky Nelson - voce
- Howard Roberts - chitarra
- Joe Maphis - chitarra
- Roger Renner - pianoforte
- George DeNaut - contrabbasso
- Earl Palmer - batteria
- The Jordanaires (gruppo vocale) - accompagnamento vocale, cori
- Jimmie Haskell - arrangiamenti
- Jimmie Haskell e Ozzie Nelson - produttori